# Sugár Teodor
Sugár Teodor (Temesvár, 1947. március 31. – Bukarest, 2000. március 6.) erdélyi magyar újságíró, műfordító, színház- és filmkritikus.

## Életútja, munkássága
Szülővárosában végezte a középiskolát; a bukaresti I. L. Caragiale Színház- és Filmművészeti Főiskolán szerzett színháztudományi diplomát (1972). A Román Televízió magyar szerkesztőségében a színházi műsorok és a román nyelvű feliratozás szerkesztője (1972–78); A Hét szerkesztőségi titkára (1978–90); a 22 c. hetilap szerkesztőségi főtitkára (1990–91); szerkesztő a Pro-Film filmstúdióban és a Román Televízió magyar szerkesztőségében (1991–92); a Dilema c. hetilap szerkesztőségi főtitkára (1992–94), végül nyugdíjazásáig (1995) a sepsiszentgyörgyi Tamási Áron Színház művészeti tanácsadója.
Színibírálatait, filmkritikáit, a színházi élet kérdéseit boncolgató tanulmányait, cikkeit 1978-tól A Hét, Ifjúmunkás, Előre, Romániai Magyar Szó, Háromszék, 22, Dilema, Cinema, România Liberă közölte. Rendszeresen fordított románra a România Liberă, Secolul 20 és más folyóiratok számára a magyar sajtóban közölt cikkeket, tanulmányokat. Románra fordította Károly Sándor Az 500. emelet c. kötetét (Bukarest, 1982).
1990 után napi- és hetilapokban jelentek meg társadalmi-politikai témájú írásai. Tagja volt a Társadalmi Párbeszéd Csoportnak.